# RAAF Base Edinburgh
RAAF Base Edinburgh är en flygplats i Australien. Den ligger i kommunen Salisbury och delstaten South Australia, omkring 25 kilometer norr om delstatshuvudstaden Adelaide. RAAF Base Edinburgh ligger 20 meter över havet.
Närmaste större samhälle är Gawler, omkring 16 kilometer nordost om RAAF Base Edinburgh.
Trakten runt RAAF Base Edinburgh består till största delen av jordbruksmark. Runt RAAF Base Edinburgh är det tätbefolkat, med 762 invånare per kvadratkilometer. Genomsnittlig årsnederbörd är 593 millimeter. Den regnigaste månaden är juli, med i genomsnitt 95 mm nederbörd, och den torraste är december, med 13 mm nederbörd.